# Neodadaisme
El neodadaisme és el nom amb què es coneix el moviment New Dada, un moviment d'arts visuals que va realitzar obres d'art amb similituds en el mètode o la intenció amb les obres de l'antic dadaisme. Iniciat el 1955 als Estats Units, el neodadaisme es caracteritza per l'ús de materials moderns, iconografia popular, i contrastos absurds. També nega pacientment els conceptes tradicionals de l'estètica. El terme el popularitzà Barbara Rose durant la dècada del 1960, i es refereix sobretot a obres creades durant aquella dècada i l'anterior.
Els artistes que el van integrar van recórrer sobretot a l'alienació de l'objecte respecte del seu context habitual, incorporant-hi elements de la realitat a través del collage fotogràfic, tal com havien fet els dadaïstes Kurt Schwitters i Raoul Hausmann. Tot i que les intencions dels artistes neodadaistes eren molt diferents de les dels artistes del pop, de vegades ha rebut el nom o s'ha confós amb l'art pop.
El terme de neodadaistes s'ha aplicat a un grup internacional d'artistes conegut com a fundació Kroesos, liderat per Mark Divo. que al 2002 van ocupar l'edifici del centre de Zúric on es va iniciar el moviment Dadà.
Artistes relacionats amb el moviment són Jasper Johns, Yves Klein, Robert Rauschenberg, Claes Oldenburg, i Jim Dine. El moviment també ajudà a inspirar el Pop Art i el grup artístic Fluxus.

## Llista de neodadaïstes
- Joseph Beuys
- Lee Bontecou
- John Cage
- John Chamberlain
- Bruce Conner
- Jim Dine
- Mark Divo
- Richard Hamilton
- Dick Higgins
- Jasper Johns
- Allan Kaprow
- Andy Kaufman
- Edward Kienholz
- Yves Klein
- George Maciunas
- Charlotte Moorman
- Robert Morris
- Yoko Ono
- Nam June Paik
- Robert Rauschenberg
- Wolf Vostell
- Emmett Williams